# Acanthocreagris granulata
Acanthocreagris granulata es una especie de arácnido del orden Pseudoscorpionida de la familia Neobisiidae.
Se encuentra en España.
Cuenta con las siguientes subespecies:
- Acanthocreagris granulata granulata
- Acanthocreagris granulata parva
- Acanthocreagris granulata robusta
- Acanthocreagris granulata ventalloi